# Ciemniejsza strona Greya (film)
Ciemniejsza strona Greya (ang. Fifty Shades Darker) – amerykański dramat erotyczny z 2017 roku w reżyserii Jamesa Foleya w oparciu o scenariusz Nialla Leonarda, na podstawie bestsellerowej powieści pod tym samym tytułem autorstwa brytyjskiej pisarki E.L. James. Druga część trylogii Fifty Shades i kontynuacja filmu z 2015 roku Pięćdziesiąt twarzy Greya, w rolach głównych Dakota Johnson i Jamie Dornan jako Anastasia Steele i Christian Grey, wraz z Eric Johnson, Eloise Mumford, Bella Heathcote, Rita Ora, Luke Grimes, Victor Rasuk, Kim Basinger, i Marcia Gay Harden w rolach drugoplanowych.
Główne zdjęcia do filmu Fifty Shades Darker i jego kontynuacji Fifty Shades Freed (2018) rozpoczęły się w dniu 9 lutego 2016 roku, w Paryżu i Vancouver. Jego premiera miała miejsce w Stanach Zjednoczonych 10 lutego 2017 roku. Film zarobił na świecie 380 milionów dolarów, a jego budżet wynosił 55 miliony dolarów ale otrzymał negatywne recenzje za scenariusz, grę aktorską i narrację. Podczas 38. Złotej Maliny film otrzymał 9 nominacji; w tym Najgorszy Film, Najgorszy Aktor (Dornan), wygrał dwie nagrody za Najgorszy Prequel, Remake, Rip-off lub Sequel i Najgorszą Aktorkę Drugoplanową (Basinger).

## Fabuła
Po tym jak Anastasia Steele opuszcza Christiana Greya, ma on koszmary o swoim ciężkim dzieciństwie. W międzyczasie Ana rozpoczyna nową pracę jako asystentka Jacka Hyde'a, redaktorka w Seattle Independent Publishing (SIP) z którego zrezygnowało w ciągu ostatnich 18 miesięcy trzech asystentów. Ana niespodziewanie spotyka Christiana na otwarciu wystawy fotograficznej swojego przyjaciela Jose Rodrigueza. Jest przerażona, że Christian kupił wszystkie jej portrety wykonane przez Jose. Christian chce powrotu Any i nie zgadza się na żadne zasady, żadne kary i żadne tajne warunki. Christian mówi również Anie, że jego biologiczna matka była uzależnioną od cracków prostytutką.
Kiedy Jack i Ana idą na drinka po pracy, do Any podchodzi na ulicy młoda kobieta, która ją przypomina. Christian przychodzi do baru i zachowuje się chłodno w kierunku Jacka, po czym szybko odchodzi z Aną. Ana odrzuca ostrzeżenie Christiana dotyczące reputacji Jacka. Jest zirytowana, że Christian rozważa zakup SIP. Jack mówi Anie, że spodziewa się, że będzie mu towarzyszyć w wycieczce po nowojorskiej wystawie książek, ale po rozmowie z Christianem, zgadza się nie uczestniczyć.
Krótko po tym Ana ponownie zauważa, że ta sama kobieta obserwuje ją i Christiana z daleka. Christian unika odpowiedzi na pytania Any o tożsamość kobiety, ale później przyznaje, że jest Leilą Williams, byłą uległą. Po wygaśnięciu umowy Leila chciała więcej, ale Christian zakończył związek. Leila wyszła za mąż za mężczyznę, który później zmarł, powodując załamanie psychiczne Leili. Od tamtej pory prześladuje Anę i Christiana.
Przed dorocznym balem charytatywnym rodziny Grey, Christian zabiera Anę do Escali, salonu piękności należącego do Eleny Lincoln. Elena, przyjaciółka rodziny, jest także byłą dominantą Christiana, która wprowadziła go w styl życia BDSM, uwodząc go, gdy był młodszy. Ana jest wściekła, że Christian zabrał ją tam, a Elena i Christian są partnerami biznesowymi. Podczas balu siostra Christiana, Mia, wspomina, że jej brat został wyrzucony z czterech różnych szkół za bójkę. Christian mówi Anie, o samobójstwie jego matki. Zanim trafił do szpitala w którym Grace Trevelyan Gray; opiekowała się, a później adoptowała chłopca, był sam z ciałem matki przez trzy dni. Podczas balu Ana odrzuca żądanie Eleny, by opuściła Christiana i ostrzega Elenę, by trzymała się z daleka. Po powrocie do domu wraz z Christianem odkrywają, że Leila zdewastowała samochód Any.
Kiedy Ana mówi Jackowi, że nie będzie z nim na targach, on próbuje ją uwieść, gdy są sami w pracy, ale ona wymyka się mu i ucieka. Christian wywiera wpływ, by zwolnić Jacka, a Ana zostaje awansowana na redaktorkę w miejsce Jacka. Christian prosi Anę, żeby się do niego wprowadziła, a ona się zgadza.
W mieszkaniu Any, Leila grozi jej bronią. Christian i jego ochroniarz Jason Taylor wchodzą, a Christian kontroluje Leilę, dominując ją. Ana, widząc potrzebę dominacji Christiana, odchodzi i wraca po kilku godzinach. Christian jest wściekły, ale Ana potrzebuje czasu, by przemyśleć ich związek. Christian pada na kolana i wyznaje, że jest sadystą, który lubi krzywdzić kobiety, które wyglądały jak jego biologiczna matka. Nalega, że chce się zmienić. Christian później się oświadcza, ale Ana potrzebuje czasu, zanim się zgodzi.
Christian wyjeżdża w podróż służbową, pilotując własny helikopter. Na Mt. St. Helens, jest zmuszony do opuszczenia helikoptera na mocno zalesionym obszarze. Następują masowe poszukiwania i ratownictwo. Ana ze strachem oczekuje wiadomości, a Christian bezpiecznie wraca do domu. Ana, zdając sobie sprawę, że go kocha, przyjmuje jego oświadczyny.
Podczas przyjęcia urodzinowego Christiana, Elena, oskarża Anę o bycie gold digger. Ana każe jej przestać się wtrącać. Christian podsłuchuje i lekceważąco mówi Elenie, że nauczyła go „jak się pieprzyć”, podczas gdy Ana uczyła go „jak kochać”. Grace podsłuchuje rozmowę i żąda od Eleny odejścia na dobre; Christian również zrywa wszelkie więzi z Eleną. Później tego samego wieczoru Christian oświadcza się Anie, tym razem z pierścionkiem, a ona się zgadza. Gdy na niebie wybuchają fajerwerki, Jack Hyde obserwuje z daleka uroczystość, w duchu przysięgając zemstę na Christianie i Anie.

## Obsada
- Dakota Johnson jako Anastasia „Ana” Steele
- Jamie Dornan jako Christian Grey
- Eric Johnson jako Jack Hyde, szef Any w SIP i prześladowca.
- Eloise Mumford jako Katherine „Kate” Kavanagh, najlepsza przyjaciółka i współokatorka Anastasji, będąca w związku ze starszym bratem Christiana, Elliotem Grey.
- Bella Heathcote jako Leila Williams, jedna z byłych uległych Christiana.
- Rita Ora jako Mia Grey, młodsza adopcyjna siostra Greya.
- Jennifer Ehle jako Carla Wilks, mama Anastazji.
- Luke Grimes jako Elliot Grey, starszy adopcyjny brat Christiana.
- Victor Rasuk jako José Rodriguez, jeden z przyjaciół Any.
- Max Martini jako Jason Taylor, ochroniarz Christiana.
- Bruce Altman jako Jerry Roach, prezes SIP.
- Kim Basinger jako Elena Lincoln, była kochanka i partnerka biznesowa Christiana.
- Marcia Gay Harden jako Grace Trevelyan-Grey, adopcyjna mama Christiana.

## Sequel
Ostatnia część trylogii pt. Nowe oblicze Greya miała premierę 9 lutego 2018 roku.